# Texte
TEXTE war ein Magazin für deutschsprachige Prosa, Lyrik und Rezensionen, das zwischen 1982 und 1986 in Wien vom Verein Unsere Literatur herausgegeben wurde.

## Inhalte
Zielsetzung war die direkte Verbreitung literarischer Werke an Leser sowie die Förderung des Kontaktes zwischen Autoren und Lesern. Es erschienen insgesamt 19 Nummern, veröffentlicht wurden in erster Linie damals jüngere Autoren, z. B. Wolfgang Becvar, Eva Blum, Uwe Bolius, Jörg Domberger, Klaus Ebner, Hilde Ehrenberger, Volkmar Ellmauthaler, Thom Frühwirth, Ingrid Gretner, Paul Jezek, Werner Krotz, Martin Krusche, Andrea Müller, Christof Pelz, Karin Peschka, Renate Pliem, Peter Seifert, Wolfgang Wasserburger, Manfred Wieninger, Gerhard Zens, Wolfgang Znidaric.
Die meisten Ausgaben hatten ein vorgegebenes Thema: Bildgedichte (Nr. 1 und 13), Papierkrieg für den Frieden (Nr. 4), Erinnerungen an 1984 (Nr. 5), Das zerbrochene Lachen (Nr. 10), Beziehungen (Nr. 11), Fünf vor Zwölf (Nr. 12), Innen und Außen – Gefängnis (Nr. 14), Satire & Aphorismen (Nr. 16), Träume & Illusionen (Nr. 18). Nr. 3 erschien zum Großen Österreichischen Jugendpreis mit dem Siegertext 1982 von Klaus Ebner, Nr. 6 zu dem vom Verein Unsere Literatur durchgeführten Literaturpreis. Die übrigen Nummern hatten freie Themen.
Obwohl sich die Redaktion der Zeitschrift eindeutig auf zeitgenössische deutschsprachige, zumeist österreichische, Literatur konzentrierte, druckte sie in einzelnen Ausgaben Texte fremdsprachiger Autoren in deutscher Übersetzung ab. So etwa Gedichte der frankokanadischen Autorin Carole Guertin und des katalanischen Chansonniers Joan Manuel Serrat.